# Калинина, Ирина Павловна (режиссёр)
Ири́на Па́вловна Кали́нина (род. 20 октября 1936, Пятигорск, Северо-Кавказский край) — советский режиссёр документального кино, заслуженный деятель искусств РСФСР (1985) .

## Биография
Родилась в Пятигорске (Ставропольский край). Окончила Пятигорский педагогический институт в 1958 году, сценарно-киноведческий факультет ВГИКа в 1966 году. С 1967 года работает режиссёром на ЛСДФ; автор 30 кинофильмов, сюжетов для кинопериодики: «Ленинградская кинохроника», «Наш край», «Советский спорт». Член КПСС с 1960 года.

## Фильмография
- 1969 — Здравствуй, Россия (совм. с М. Литвяковым)[1]
- 1969 — Тебя как первую любовь[2]
- 1970 — Взятое в путь
- 1970 — Компас поколения (совм. с М. Литвяковым)[3]
- 1973 — Наш друг — Максим[4]
- 1973 — Это беспокойное студенчество (совм. с М. Литвяковым)[5]
- 1974 — Каждый год в июне[6]
- 1975 — Золото чёрных лаков
- 1976 — Девятая высота (совм. с М. Литвяковым)[7]
- 1976 — Студенты
- 1977 — Горизонты России (совм. с М. Литвяковым)[8]
- 1977 — И светла Адмиралтейская игла[9]
- 1978 — И учиться, и дружить[10]
- 1978 — Михаил Дудин[11]
- 1979 — Поют самолёты (совм. с М. Литвяковым)[12]
- 1980 — Семейный портрет[13]
- 1981 — Сохранить на века[14]
- 1982 — Советский диплом (совм. с М. Литвяковым)[15]
- 1983 — Воспоминания о Павловске
- 1983 — Высшая проба[16]
- 1983 — Советские журналисты[17]
- 1984 — М. Горький. Годы и дни[18]
- 1985 — Кампучия строит новую жизнь (совм. с Чумом Вансоном)[19]
- 1985 — Католики в СССР (совм. с М. Литвяковым)[20]
- 1986 — Кампучия глазами друга[21]
- 1987 — Где же вы теперь…[22]
- 1988 — Где выход из лабиринта? (совм. с М. Литвяковым)[23]
- 1989 — Послание к человеку[24]
- 1990 — Иван Селиванов (совм. с М. Литвяковым)[25]
- 1991 — Зажечь свечу (совм. с М. Литвяковым)[26]

## Награды и премии
- Заслуженный деятель искусств РСФСР (1985)
- Государственная премия РСФСР имени братьев Васильевых (1977) — за документальный фильм «Девятая высота» (1976)
- Премии Международного кинофестиваля в Лейпциге — за фильмы «Это беспокойное студенчество» и «Поют самолёты»
- Специальный приз Кинофестиваля в Кракове (1984, за фильм «Воспоминания о Павловске»)[27]
- Номинация на премию «Оскар» (1985) за лучший документальный короткометражный фильм «Воспоминания о Павловске» (1983)[28]